# Halle (Saale)

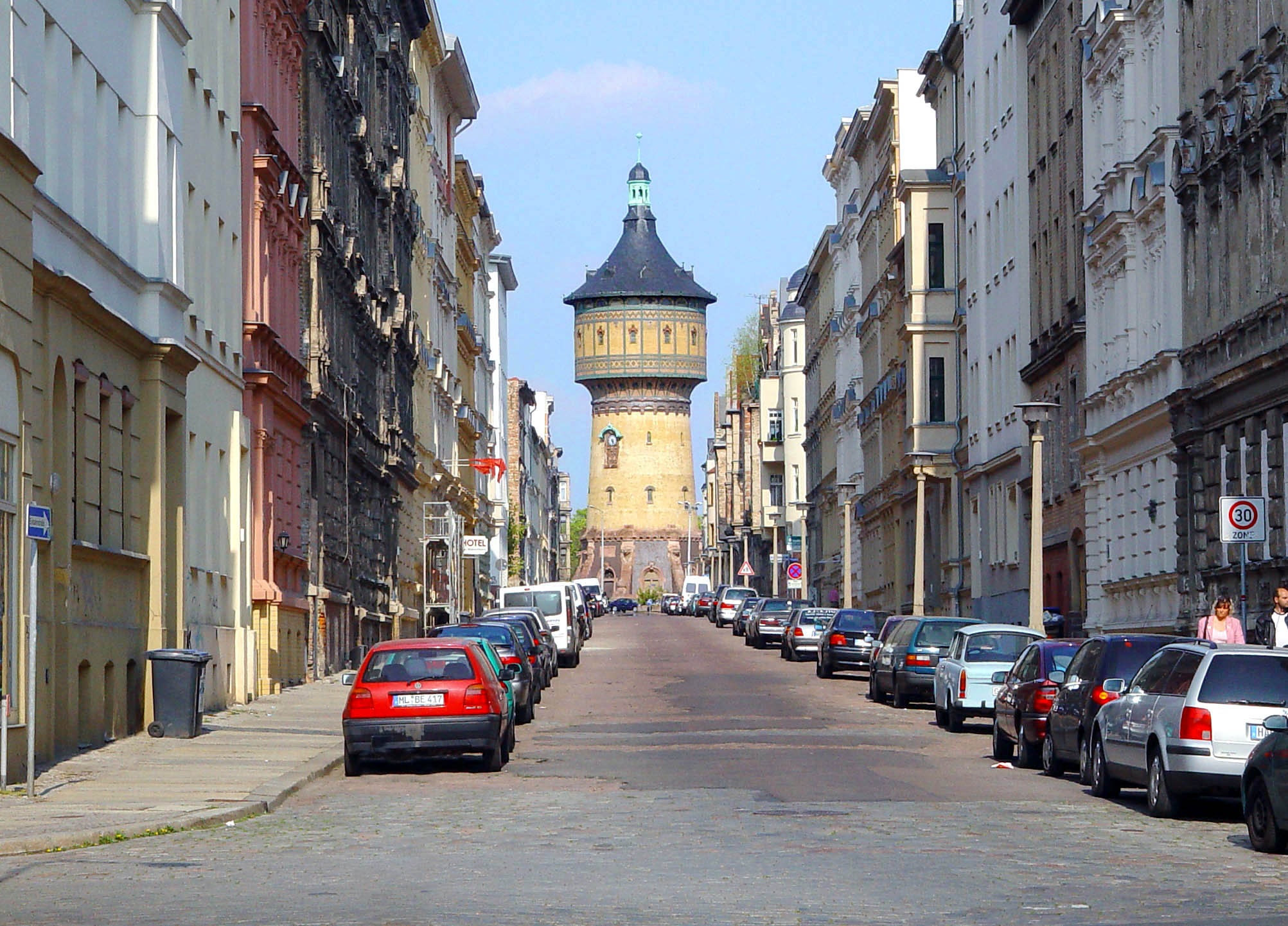
Wieża ciśnień

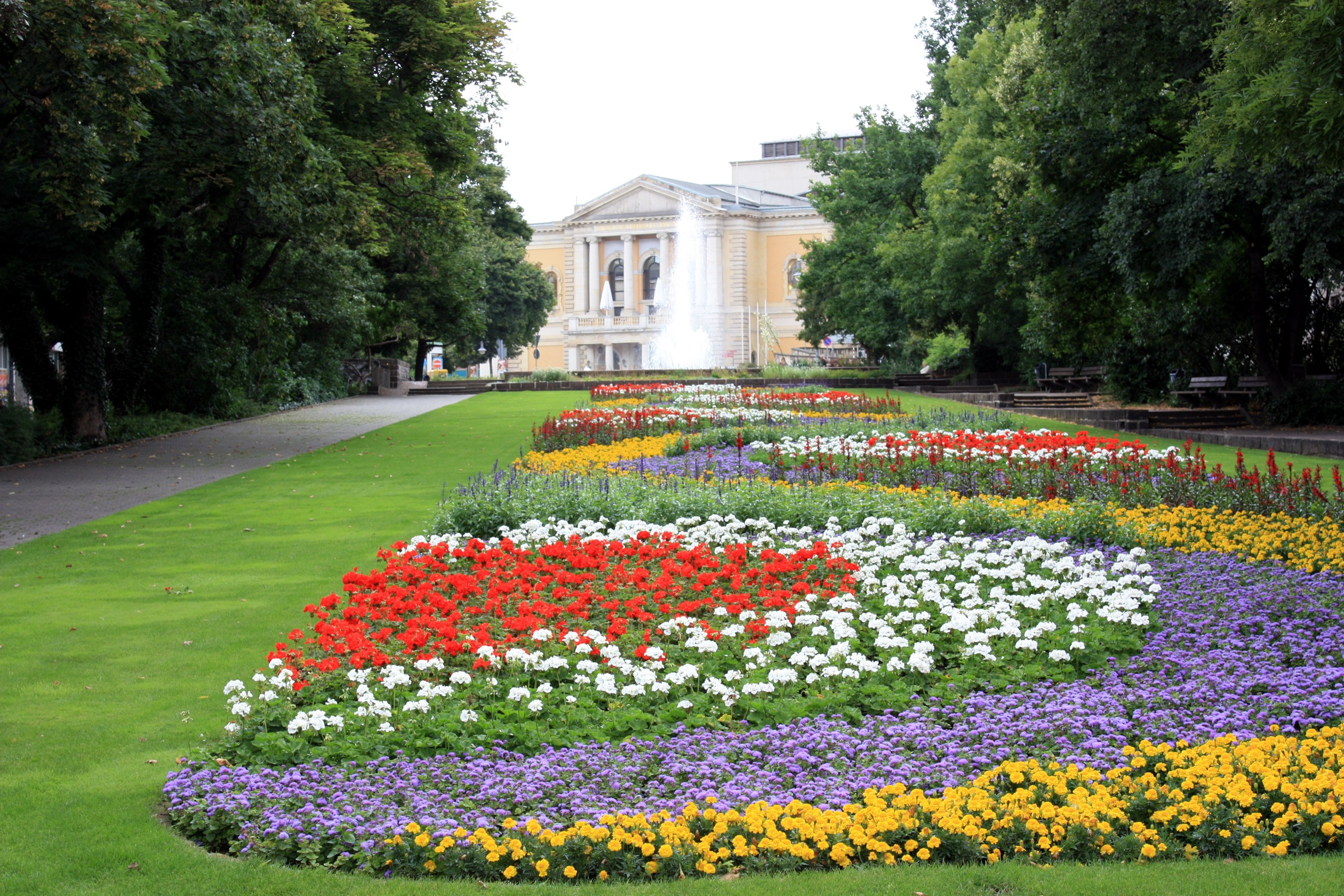
Opera

Halle (Saale) (do 1995 r. Halle/Saale, pol. hist. Dobrogóra) – położone nad rzeką Soławą (niem. Saale) miasto na prawach powiatu w środkowych Niemczech, w kraju związkowym Saksonia-Anhalt. Z około 235 tys. mieszkańców jest najliczniej zaludnionym miastem w kraju związkowym. Z Lipskiem, miastem leżącym w kraju związkowym Saksonia, tworzy aglomerację Lipsk-Halle o liczbie 996 100 mieszkańców (2009).

## Historia

### Średniowiecze
Osadnictwo na terenie miasta było związane z wydobyciem soli. Zamieszkujący je Słowianie, nazywali miejscowość Dobrebora. Miasto zostało członkiem Hanzy w roku 1281, natomiast wydobycie soli zakończono w 1310.

### Czasy nowożytne
Od roku 1701 miasto znalazło się w granicach Prus. Od pokoju w Tylży do kongresu wiedeńskiego Halle (Saale) było w granicach nowo utworzonego Królestwa Westfalii.

### II wojna światowa
Latem 1944 na obrzeżach miasta utworzono obóz pracy Birkhahn-Mötzlich, będący filią obozu w Buchenwaldzie. Więźniowie z Polski, Czech, ZSRR, Francji, Holandii pracowali w zakładach lotniczych Siebel Flugzeugwerke.
Podczas wojny na miasto przeprowadzono dwa naloty bombowe: 31 marca i na początku kwietnia 1945. Zniszczone zostało 3600 budynków z 13 600 mieszkaniami, zginęło 1284 osoby. 17 kwietnia do miasta wkroczyły wojska amerykańskie.

### Okres powojenny
W lipcu 1945 roku miasto znalazło się w radzieckiej strefie okupacyjnej, a następnie w NRD. Większa rozbudowa miasta zaczęła się w 1959, kiedy utworzono osiedla mieszkaniowe: Wohnstadt Nord oraz Wohnstadt Süd. W latach 60. XX wieku stworzono Chemiearbeiterstadt Halle-West, które w roku 1967 przekształcono w odrębne miasto Halle-Neustadt. Ponownie dołączono je do Halle (Saale) w roku 1990.

## Zabytki
- zamek Giebichenstein z XII–XVI wieku
- zamek Moritzburg z XVI wieku
- katedra z XIV wieku (Dom zu Halle)
- kościół Mariacki z XVI wieku (Marktkirche Unser Lieben Frauen)
- Czerwona Wieża(inne języki) z XV–XVI wieku (Roter Turm)
- ratusz z XV–XVI wieku
- kompleks budynków ufundowanych przez Augusta Hermanna Francke w XVII wieku (Franckesche Stiftungen)
- wieża wartownicza z XV wieku (Leipziger Turm)
- dom narodzin Georga Händla (Händel-Haus)

## Gospodarka
Najwięksi pracodawcy w Halle to: Uniwersytet Marcina Lutra, Deutsche Post DHL, Stadtwerke Halle (zakłady miejskie), Mitteldeutsche Zeitung (gazeta regionalna), Günter Papenburg AG (firma budowlana), walter services (firma consultingowa), enviaM (firma energetyczna), Saalesparkasse (regionalny oddział niemieckich kas oszczędnościowych), Gegenbauer Holding (firma budowlana), buw Holding (firma oferująca usługi komunikacyjne), Finsterwalder Transport und Logistik (firma transportowo-logistyczna).
W Halle znajduje się węzeł drogowy na skrzyżowaniu dróg Berlin-Monachium i Hanower-Drezno oraz węzeł kolejowy.

## Kultura
- festiwal muzyczny im. Georga Friedrich Händla (Händel-Festspiele)
- opera
- teatr lalek (Puppentheater Halle)
- Nowy Teatr (Neues Theater - nt)
- teatr dzieci i młodzieży (Thalia Theater)
- teatr varieté (Steintor-Varieté)

## Sport
- Hallescher FC – klub piłkarski
- Saale Bulls – klub hokejowy

## Edukacja i nauka
- Uniwersytet Marcina Lutra w Halle i Wittenberdze (Martin-Luther-Universität Halle-Wittenberg)
- Niemiecka Akademia Przyrodników Leopoldina (Deutsche Akademie der Naturforscher Leopoldina)
- Instytut Badań Ekonomicznych Halle (Institut für Wirtschaftsforschung Halle) - IWH
- Instytut Rozwoju Agrarnego w Europie Środkowej i Wschodniej (Leibniz-Institut für Agrarentwicklung in Mittel- und Osteuropa) - IAMO
- Instytut Fizyki Mikrostruktur (Max-Planck-Institut für Mikrostrukturenphysik)
- Centrum Badań Środowiska Naturalnego (Helmholtz-Zentrum für Umweltforschung) - UFZ
- Instytut Mechaniki Materiałów (Fraunhofer Institut für Werkstoffmechanik)

## Współpraca
- Coimbra, Portugalia
- Giumri, Armenia
- Grenoble, Francja
- Hildesheim, Dolna Saksonia
- Jiaxing, Chiny
- Karlsruhe, Badenia-Wirtembergia
- Linz, Austria
- Oulu, Finlandia
- Ufa, Rosja